# 余嘉允
余嘉允，（Kelvin YU Ka Wan），現獨立媒體人及專業配音員，現職於 THISVO Audio Solutions Company。曾任職DBC數碼電台、D100節目監製及IBHK網絡電台創台台長、已暫時停刊的《香港點報》共同創辦人、自由撰稿人。
余嘉允曾主持多個電台及電視節目。亦是一位自由撰稿人，時在蘋果日報及香港網絡廣播電台新聞組撰文評論時弊 。於2017年中離開並出售IBHK網絡電台，其後該台更名運作。余嘉允離開IBHK網絡電台後以自己的 YuKelvin.com 製作公司承接不同類型獨立媒體工作。
暫別廣播界之後，於2017年第三季起擔任 Netflix 的翻譯員，同時亦為聯合國、聯合國難民署、中華航空及香港紅十字會等大型機構擔任廣告及廣播系統配音。2017年8月起，成為澳洲的墨爾本政府及昆士蘭政府的廣東話配音員。另外亦有為香港鐵路有限公司作大股東(60%)的墨爾本城市鐵路Cranbourne 線及Pakenham 線作報站配音，以及在悉尼唐人街的 Market City 購物中心錄製宣傳聲帶。聲音在澳洲當地的華人社區很容易聽到。
2018年起，余嘉允再次亮相於幕前。先後伙拍劉銳紹等知名廣播人於大氣電波中再與聽眾「見面」，而且重新製作玄學節目《開運秘錄》於農曆年期間限定播放。另外開設新公司 THISVO Audio Solutions Company，提供配音及新聞內容及音響工程等服務，與多名來自商業電台、DBC數碼電台的主持合作，客戶更包括Verizon Media及香港電訊等大型企業。

## 個人資料
- 曾讀學校：香港瑪利諾神父教會學校
- 入行經過：經政黨地區主任及前商業電台監製發掘及介紹

## IBHK 網絡電台
曾任香港網絡廣播電台台長及節目主持，初時同時任職於D100。後與D100的創辦人鄭經翰反目，因而在2014年2月離開D100，專注營運IBHK。
- 香港網絡廣播電台創辦人
- 於2016年3月16日表示收到學民思潮解散的消息，余嘉允無視副台長的阻止而作出報道 [7]。後學民思潮確實於同月20日停運，時任的兩位IBHK網絡電台副台長因不滿余嘉允作出報導而相繼離職。
- 於2017年中出售IBHK網絡電台並離開該公司。

### 曾經主持節目
- 《新聞天地》，逢星期一至五早上6點到7點。
- 《新聞炒冷飯》，逢星期六晚上8點到9點，2015年後轉由文女主持。
- 《歌事的》，逢星期五晚上10點到11點。

## D100 及 DBC數碼電台
曾任D100節目監製及節目助理

### 曾經監製之節目
- 《獅子山下》主持：岑建勳、陳欣健、許冠文
- 《北京飯店》主持：雨文、傑斯
- 《風波裡的茶杯》/《風波裡的自由Phone》 主持：鄭經翰
- 《好友感覺》主持：杜雯惠、羅敏莊
- 《D100 Keep On Singing》主持：顏聯武

## 獎項
| 年份   | 獎項             | 結果               |
| ------ | ---------------- | ------------------ |
| 2016年 | 馬奎斯世界名人錄 | 提名               |
| 2017年 | 馬奎斯美國名人錄 | 提名               |
| 2017年 | 馬奎斯世界名人錄 | 獲獎，被列入名人錄 |

## 爭議
2017年6月，余嘉允曾被網民發現於日本香草航空一班由東京成田機場起飛前往函館機場的內陸航班，一架空中客車A320客機內，降落期間以手機於臉書直播，被批評妄顧同機乘客安全，網民並表示已通知香草航空有關該乘客的行為。余嘉允見事被廣傳後指因機內提供免費無線網絡，因而使用作直播。網民則即時反擊，指香草航空為日本另一航空公司全日空旗下的廉價航空，服務內理應不提供任何收費或免費的無線上網服務。余嘉允則回應指應該是在客機降落時，有乘客提早啟動了連有日本網絡的4G路由器，而且沒有上鎖，余因此當作免費網絡使用。至今，余嘉允未有就該事件作回應及致歉。但根據資料，日本政府自2014年9月1日起，有條件地解禁飛機起降時禁用手機的規定，旅客原本在進入機艙後一定要關閉手機、數位相機等電子產品，但今後飛機起降時，若將智慧型手機等設定在「飛航模式」下，即可自由地從飛機上拍下飛機起降的情景。而部份手機則可在飛航模式啓動的情況下，繼續使用Wi-Fi。

## 外部參考
1. ↑  . ThisVO.com.   [2019-02-20]. （原始内容存档于2019-03-12）.
2. ↑  . 852郵報.   [2019-02-20]. （原始内容存档于2019-02-20）.
3. ↑  .   [2016-05-03]. （原始内容存档于2017-02-04）.
4. ↑  .   [2019-02-20]. （原始内容存档于2019-03-12）.
5. ↑  . 自由亞洲電台.   [2019年2月20日]. （原始内容存档于2019年3月12日）.
6. ↑  . 852郵報.   [2019-02-20]. （原始内容存档于2019-02-20）.
7. ↑  . IBHK 網絡電台.   [2019年2月20日]. （原始内容存档于2019年3月12日）.
8. ↑  . 台灣中時電子報.   [2017-11-01]. （原始内容存档于2017-11-07）.

## 外部連結
- 余嘉允的Facebook專頁
- 余嘉允的Facebook專頁
- 余嘉允的Instagram帳戶